# 坂井恭子
坂井 恭子（さかい きょうこ、1981年1月6日 - ）は、日本の女性声優、女優。京都府出身。大沢事務所所属。夫は声優の杉村憲司。

## 人物
星野貴紀が主催する劇団四畳半に所属していた。
以前はオフィスPACに所属していた。
特技は弓道三段、バスケットボール。

## 出演

### テレビアニメ
2010年
- COBRA THE ANIMATION（キャビンアテンダント）
- しまじろう ヘソカ
- 四畳半神話大系（女子C）
- ルパン三世 the Last Job（女）

2011年
- Aチャンネル（購買部職員）
- TIGER & BUNNY（女性記者）

2014年
- LOVE STAGE!!（篠架純）

2016年
- サザエさん（2016年 - 2022年、珠緒、早川の母 他）
- ユーリ!!! on ICE（勝生真利）

2017年
- タイムボカン 逆襲の三悪人（お龍）

2018年
- 剣王朝（謝柔）

2019年 
- おしりたんてい（アザラーシのアシスタント）
- この世の果てで恋を唄う少女YU-NO（アイリア）

### OVA
- To LOVEる -とらぶる- OVA（2009年、バニーガール）

### Webアニメ
- 7SEEDS（2020年、艦内放送）

### ゲーム
- 逆転裁判5（2013年）
- PSYCHO-PASS サイコパス 選択なき幸福（2015年）
- 三國志レギオン（2017年、大喬、呉国太）
- この世の果てで恋を唄う少女YU-NO（2017年、アイリア）
- キングダム ハーツIII（2019年）
- WAR OF THE VISIONS ファイナルファンタジー ブレイブエクスヴィアス 幻影戦争（ニヴ・ル）

### オーディオブック
- 1日1つ、実行するだけ! 願った以上の未来を手に入れる 365日の宇宙ワーク大全（2021年、朗読[11]）
- 最後は会ってさよならをしよう（2021年、朗読[12]）
- ビブリア古書堂の事件手帖 1〜9（2021年、朗読）

### 吹き替え

#### 担当女優
ローラ・カーマイケル
- 女刑事マーチェラ（マディ・スティーヴンソン）
- ダウントン・アビー（イーディス・クローリー）
  - ダウントン・アビー (映画)（イーディス・ペラム）
  - ダウントン・アビー/新たなる時代へ（イーディス・ペラム）

#### 映画
- アイアン・フィスト（マダム・ブロッサム〈ルーシー・リュー〉）
- アイスマン 超空の戦士（メイ〈ホアン・シェンイー〉）
- 悪魔のいけにえ（サリー・ハーデス〈マリリン・バーンズ〉）※BD版
- ［アパートメント:143］（エレン・キーガン〈フィオナ・グラスコット〉）
- イントゥ・ザ・ブルー2
- 運命の元カレ
- エビデンス -全滅-（レイチェル〈ケイトリン・ステイシー〉）
- エンド・オブ・ウォッチ（ジャネット〈アナ・ケンドリック〉）
- カサブランカ ※スター・チャンネル版
- カンフー・ヨガ（ジャンウェン[15]）
- キリング・ショット（ドーン〈デボラ・アン・ウォール〉）
- キング・オブ・マンハッタン 危険な賭け（ブルック・ミラー〈ブリット・マーリング〉）
- クローゼットに閉じこめられた僕の奇想天外な旅（ネリー〈ベレニス・ベジョ〉[16]）
- ゴースト・エージェント/R.I.P.D.（オパール・パヴレンコ〈マリサ・ミラー〉）
- 3D SEX & 禅（瑞珠〈原紗央莉〉）
- ザ・レジェンド（リアン〈リウ・イーフェイ〉）
- シャン・チー/テン・リングスの伝説（ユーチェン[17]）
- 死霊館（ナンシー・ペロン〈ヘイリー・マクファーランド〉）
- スター・ウォーズ/最後のジェダイ
- ストレイ・ドッグ（エイミー）
- セックス・イズ・ゼロ2（ボラ）
- セルラー・シンドローム
- ダークスカイズ（カレン）
- ドラゴン・タトゥーの女（ハリエット・ヴァンゲル）
- ニンジャVSカンフー
- パージ:アナーキー（リズ〈キーリー・サンチェス〉）
- バトル・ハザード（ジュード〈メラニー・サネッティ〉）
- ハリエットはティーン・スパイ
- ファインド・アウト（モリー〈エミリー・ウィッカーシャム〉）
- フェイシズ
- 4デイズ
- マグニフィセント・セブン（エマ・カレン〈ヘイリー・ベネット〉）
- 誘拐交渉人（テス・キング）
- 恋愛ルーキーズ（アマンダ〈ジャシンダ・バレット〉）
- ワイルド・スピードシリーズ（エレナ・ネベス〈エルサ・パタキー〉）
  - ワイルド・スピード EURO MISSION
  - ワイルド・スピード SKY MISSION
  - ワイルド・スピード ICE BREAK[18]

#### ドラマ
- I AM 私の分岐点 #1（エイヴァ〈リアン・ベスト〉[19]）
- iゾンビ（リヴ〈ローズ・マクアイヴァー〉）
- アグリー・ベティ4（レクシー）
- ARROW/アロー（テア・クイーン〈ウィラ・ホランド〉）
- アントラージュ★オレたちのハリウッド #23,#24,#29
- ER緊急救命室 シーズン14 - 15（カイヤ・モントーヤ〈ジュリア・ジョーンズ〉）
- イニョプの道（カン氏〈イエル〉）
- ヴァンパイア・ダイアリーズ（キャロライン・フォーブス〈キャンディス・アッコラ〉）
- WALKER/ウォーカー（ミッキ・ラミレス〈リンゼイ・モーガン〉[20]）
- エレメンタリー ホームズ&ワトソン in NY
- 王女の男（イ・セジョン）
- オビ＝ワン・ケノービ（ターラ〈インディラ・ヴァルマ〉）
- 救命医ハンク セレブ診療ファイル
- クリミナル・マインド7 FBI行動分析課
- ゲーム・オブ・スローンズ（ライサ・アリン〈ケイト・ディッキー〉、ロス）
- 刑事ヴァランダー3 白夜の戦慄
- 恋するメゾン。〜Rainbow Rose〜
- コペンハーゲン/首相の決断（カトリーネ・フェンスマーク〈ビアギッテ・ヨート・サアアンセン〉[21]）
- ザ・キャプチャー 歪められた真実2（カディージャ・カーン〈インディラ・ヴァルマ〉[22]）
- ザ・ケープ 漆黒のヒーロー
- ザ・パシフィック
- CSI:11 科学捜査班
- CSI:ニューヨーク7
- CSI:マイアミ9
- シークレット・サークル（ダイアナ〈シェリー・ヘニッグ〉）
- しあわせの処方箋
- SHERLOCK（シャーロック）2
- 新チャーリーズ・エンジェル
- シンデレラのお姉さん
- スタートレック:ディスカバリー（シルビア・ティリー〈メアリー・ワイズマン（英語版）〉）
- 続ハリーズ・ロー 裏通り法律事務所（シーラ）
- This イングランド 〜ボリス・ジョンソンの軌跡〜（キャリー・シモンズ〈オフィリア・ラヴィボンド〉）
- 鉄の王 キム・スロ
- トーチウッド 人類不滅の日
- トンイ
- HAWAII FIVE-0 シーズン4 #14（ローレン〈リンドン・スミス〉）
- ボルジア家2 愛と欲望の教皇一族
- ホワイトチャペル3 終わりなき殺意
- Marvel アイアン・フィスト（ジョイ・ミーチャム〈ジェシカ・ストループ〉）
- MAD MEN
- めっちゃ ソー・ランダム
- モダン・ラブ 〜今日もNYの街角で〜（レキシー〈アン・ハサウェイ〉）
- メリは外泊中
- ユーリカ シーズン3（テリ）

#### アニメ
- ウェイン&ラニー クリスマスを守れ!
- ザ・マジカルナイト
- 少年マイロの火星冒険記3D
- ターボ
- チャウダー
- トムとジェリー オズの魔法使（ドロシー）
- トムとジェリー すくえ!魔法の国オズ（ドロシー）
- トムとジェリー ロビン・フッド（マリアン）

### 舞台
- ザ・中学教師2
- ソープ・オペラ
- 法王庁の避妊法
- メアリー・スチュアート